# BeWelcome

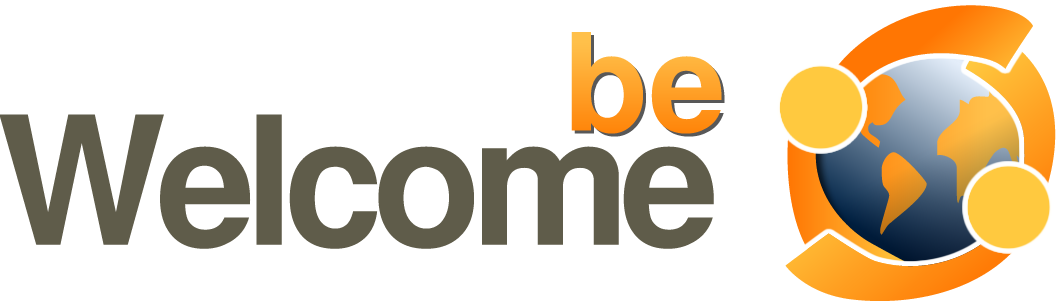
Logo di BeWelcome

BeWelcome è un servizio di ospitalità mediante scambio online, gestito da una organizzazione non-profit.
È uno dei quattro siti di scambio-ospitalità maggiormente visitati secondo La Nación, e uno dei primi 10 di ospitalità itinerante secondo The Guardian.
Il sito fu fondato nel febbraio del 2007 da volontari di un altro sito di scambio-ospitalità, Hospitality Club.
Nel luglio 2015 l'organizzazione contava approssimativamente circa 80.000 membri in tutto il mondo che offrivano accoglienza gratuita e aiuto durante i viaggi. È il primo servizio di questo tipo che fornisce un vero ambiente multilinguaggio con profili multilingua. L'iscrizione è gratuita e il software che gestisce il sito, la piattaforma BW-rox, è libera e open source.
Il sito è gestito in modo democratico, è stato codificato un processo decisionale che permette ad ogni utente di avanzare proposte che vengono vagliate, discusse e, nel caso superino queste fasi, votate da utenti scelti in modo casuale tra quelli attivi.
Esiste un altro rinomato servizio simile, CouchSurfing, orientato ai giovani e a chi si accontenta anche di una sistemazione provvisoria (dormire su un divano); il Servas, e il WWOOF. Quest'ultimo, specializzato nello scambio lavoro presso le campagne e ambienti rurali mondiali (per esempio, gli Ecovillaggi).